# Kirchschemmsbach
Der Kirchschemmsbach ist ein rechter Nebenfluss der Boye im Ruhrgebiet.
Er ist 3,2 Kilometer lang und entwässert ein Gebiet von 6 km². Der Bachlauf verläuft vollständig auf Bottroper Stadtgebiet.

## Hochwasser
1938 trat der Bach über seine Ufer und brachte mehrere Häuser zum Einsturz.

## Geschichte
Die jüngere Geschichte des Baches ist eng mit der Industrialisierung des Ruhrgebietes verknüpft.
Ausgelöst durch den Kohlenbergbau und die damit verbundene rasch ansteigende Einwohnerentwicklung wurde eine Abführung der Abwässer für die besiedelten Gebiete rund um den Bach notwendig. Eine unterirdische Möglichkeit war durch die Erdverschiebungen, die ebenfalls durch den unterirdischen Kohleabbau in der Region stattfanden, technisch nicht möglich. So wurde der Bach jahrzehntelang als Köttelbecke genutzt. 2001 wurde ein unterirdisch verlaufender Abwasserkanal gebaut. Zeitgleich wurde der Bach im Rahmen des Projekts Umbau des Emschersystems wieder renaturiert.